# José Luis Perlaza
José Luis Perlaza Napa (ur. 6 października 1981 r.) jest ekwadorskim piłkarzem, który na co dzień gra na pozycji obrońcy w klubie CD Olmedo.
Był jednym z piłkarzy narodowej reprezentacji Ekwadoru na piłkarskich Mistrzostwach Świata w Piłce Nożnej 2006 roku, rozgrywanych w Niemczech.